# Hippocampus hendriki
Hippocampus hendriki és una espècie de peix de la família dels singnàtids i de l'ordre dels singnatiformes.

## Morfologia
Les femelles poden assolir els 10,4 cm de longitud total.

## Distribució geogràfica
Es troba a Queensland (Austràlia).